# イスラム集団
イスラム集団（ガマーア・イスラーミーヤ、アル＝ガマーア・アル＝イスラーミーヤ、英読：Al-Gama'a al-Islamiyya、英訳：Islamic Group、略称：GI又はIG）は、エジプトのイスラム主義組織。現在は最高指導者はアースィム・アブドルマーギド（Assem Abdel-Maged）。

## 歴史
1970年代にナージフ・イブラーヒーム (Najie Ibrahim) らムスリム同胞団の穏健路線に飽き足らない者達により学生組織として結成された。
ガマーア・イスラーミーヤは、ムスリム同胞団の指導者層が武装闘争路線を放棄した1970年代以後に、武装闘争路線を維持したジハード・イスラーミーヤ・ミスリー同様、同路線を維持するグループ傘下の学生細胞として始まった。当初のうちは大学構内を中心に活動しており、構成員も大学の学生が主であった。また、左翼のナセリストやマルキストが支配的であった当時のエジプトの学生運動においては、少数派であった。1970年代の大統領アンワル・サーダートはイスラエルとの再戦を当面延期し、軍部の再建を優先しようとしたが、サーダート体制にきわめて批判的であった左翼は、イスラエルへの復讐戦へとエジプト世論を煽った。政府に戦略的に協力はするが求心力の弱い、左翼を敵視する勢力が、左翼に対して「使えるカウンターウェイト」を探し求めていた1973年に、のちにガマーア・イスラーミーヤへと発展するグループが影響力を増した。
ガマーアは大学キャンパスに急速に浸透し、全国学生連合選挙で三分の一を得票した。この選挙における広範な支持を背景にして、ガマーアの下部組織は、ジェンダーに応じたイスラーム風の服装を身につけるべきとか、女性ならヒジャブをかぶるべきとか、男女別学をするべきといったキャンペーンを張った。大学の運営側はこれらの目標に対して反対した。ガマーア・イスラーミーヤは、1976年3月には学生運動の中で支配的な力を持つようになり、1977年には各大学を完全に掌握して左翼組織を目立たない地位にまで追いやった。
1980年代からの精神的指導者はオマル・アブドッラフマーンで、彼は結成初期にイスラム集団とジハード団との結びつきを強めた。イスラム集団は70年代より活動を開始したが、特に1990年代からアフガニスタン紛争帰りの活動家が、コプト教会教徒やイスラーム過激派に対する反対者やアメリカ合衆国権益などへのテロを行いエジプト政府の打倒を掲げて激しい武装闘争を繰り広げた。1992年以降はエジプト国内の観光客への攻撃を繰り返しており、1997年11月、ルクソールで58人の外国人観光客を殺害したルクソール事件が知られる。また、1995年6月のエジプト大統領ホスニー・ムバーラクの暗殺未遂事件にも関与しているとされる。
殺害した観光客の死体の損壊まで行ったルクソール事件は国際社会のみならず国内のムスリム大衆やイスラム主義者達からも厳しい非難を浴び、穏健派と強硬派に分派した。ナージフ・イブラーヒームも含む穏健派は1999年に武装闘争の中止を宣言し近年は過去のテロ行為について陳謝まで行っており、イスラエルとの和解もシャリーアに反しないとの立場をとっている。強硬派はウサーマ・ビン・ラーディンらが結成したユダヤ・十字軍に対する聖戦のための国際イスラム戦線に参加している。
2011年、「建設発展党」をつくろうとしている。

## 信条
ガマーア・イスラーミーヤのメンバーから供給される、彼らの信条を書き記したものは極めて乏しいが、言及に値するものがいくつかはある。例えば次のようなことを、彼らは考えている：
- 若者は、イスラームが完全かつ完璧（nizam kamil wa shamil）であると教育されなければならず、イスラームが政府と戦争、法治システムと経済を規制するべきだと教えられなければならない[9]。
- 1967年のエジプトの悲惨な敗北は、イスラームに従わずアラブ・ナショナリズムに従った結果である[9]。
- イスラーム運動の興隆は、婦人のヒジャーブの着用と、男性の白いゲッラービエ（英語版）着用及びあごひげ、早婚、エイド＝ル＝フィトルやエイド＝ル＝アドハーなどムスリムの年中行事における集団礼拝への出席に表われる[9]。

本集団を分析した中東政治の研究者、ジル・ケペルによると、本集団は急進的なイスラーム理論家サイイド・クトゥブの名前に繰り返し言及し、自分たちのリーフレットやニュースレターにクトゥブのマニフェストである『道しるべ（Ma'ālim fi al-Țarīq）』からの引用を頻繁に行っている。彼らは、立法権が神のみに属することを強調し、タウヒードが思想的に堕落したすべてのものからの解放（タフリール）を意味することを強調する。ここで言う思想的に堕落したものには、伝統や習慣など、昔から慣習的に行ってきたものや受け継いだものも含まれる。
エジプトの社会経済問題に関して、宗教的でない論者の社会分析によると、貧困は人口過多と防衛支出の多さが原因であるとされる。ところが、ガマーア・イスラーミーヤによると、貧困は民衆の頽廃、世俗主義、腐敗といった精神的欠陥に原因があるという。そしてその解決は、民衆が初期のムスリムの生き方、素朴で、よく働き、他者に依存しないライフスタイルに回帰することでもたらされるという。